# 3526 Jeffbell
3526 Jeffbell је астероид главног астероидног појаса са пречником од приближно 24,73 .
Афел астероида је на удаљености од 3,056 астрономских јединица (АЈ) од Сунца, а перихел на 2,527 АЈ.
Ексцентрицитет орбите износи 0,094, инклинација (нагиб) орбите у односу на раван еклиптике 8,486 степени, а орбитални период износи 1704,054 дана (4,665 године).
Апсолутна магнитуда астероида је 12,10 а геометријски албедо 0,041.
Астероид је откривен 5. фебруара 1984. године.